# Sebestyén Lantos Tinódi

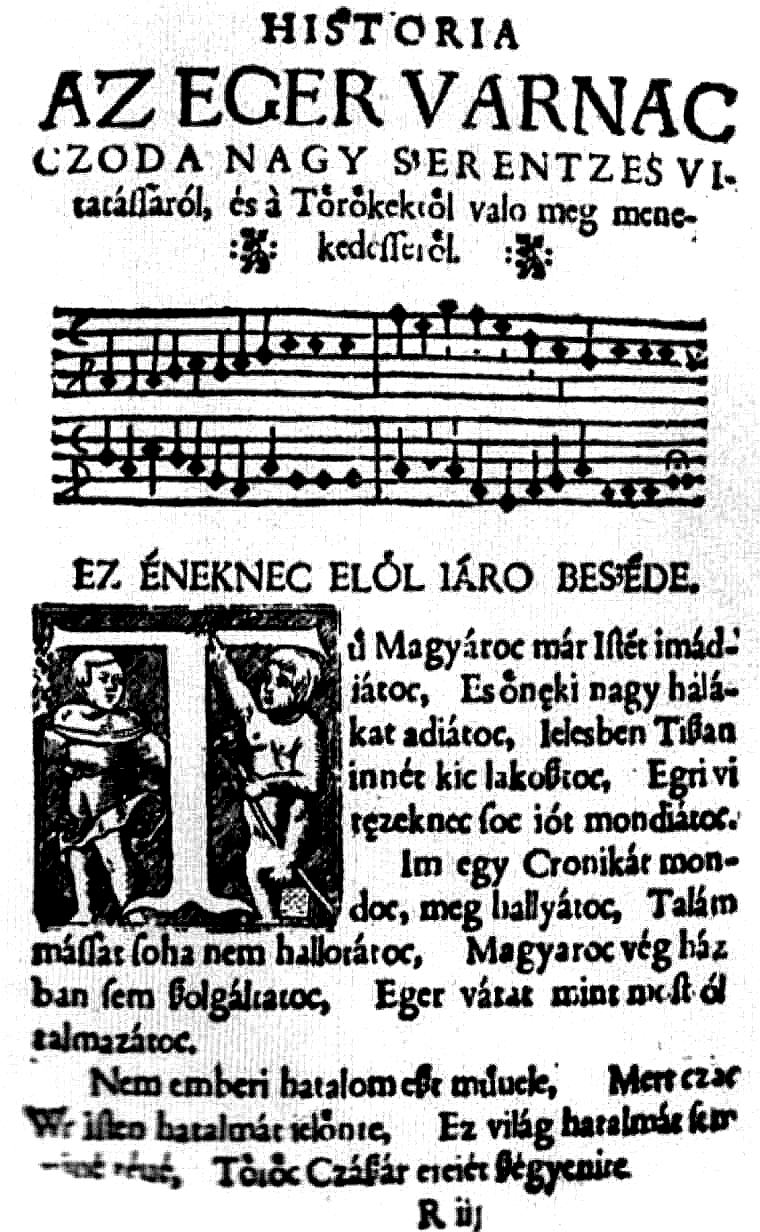
Tinódiho kroniky o obléhání Egeru (1552)

Sebestyén „Lantos“ Tinódi (asi 1510 – 30. ledna 1556, Sárvár) byl maďarský básník, zpěvák a loutnista (přídomek „Lantos“ značí právě „loutnista“).
Místo jeho narození je nejisté, pravděpodobně se narodil v jižním Maďarsku. Pravděpodobně navštěvoval latinskou školu v Pécsi, kde také absolvoval hudební výchovu. Do roku 1542 žil v Szigetváru, na dvoře Bálinta Töröka. Když byl Török zajat Turky, kteří vpadli do země, stal se Tinódi potulným zpěvákem a psal především verše (a písně) o bojích s Turky, které mají i svou historiografickou hodnotu, neboť často sám navštěvoval bojiště a získával informace od přímých účastníků. Sám byl patrně původně aktivním vojákem, kterého zranění vyřadilo z možnosti dalších bojů. V roce 1554 nechal v Kluži vytisknout své historické básně pod názvem Cronica. Tento soubor obsahuje jeho nejdůležitější básně, např. popis bitvy o Eger.